# Ludwig Ganghofer
(Ludwig Ganghofer, Die Martinsklause)
Ludwig Ganghofer (Kaufbeuren, 7 luglio 1855 – Tegernsee, 24 luglio 1920) è stato uno scrittore, drammaturgo e editore tedesco, noto soprattutto per i romanzi Die Martinsklause (La Martin Klause) e Schloss Hubertus (Il Castello di Umberto).

## Biografia

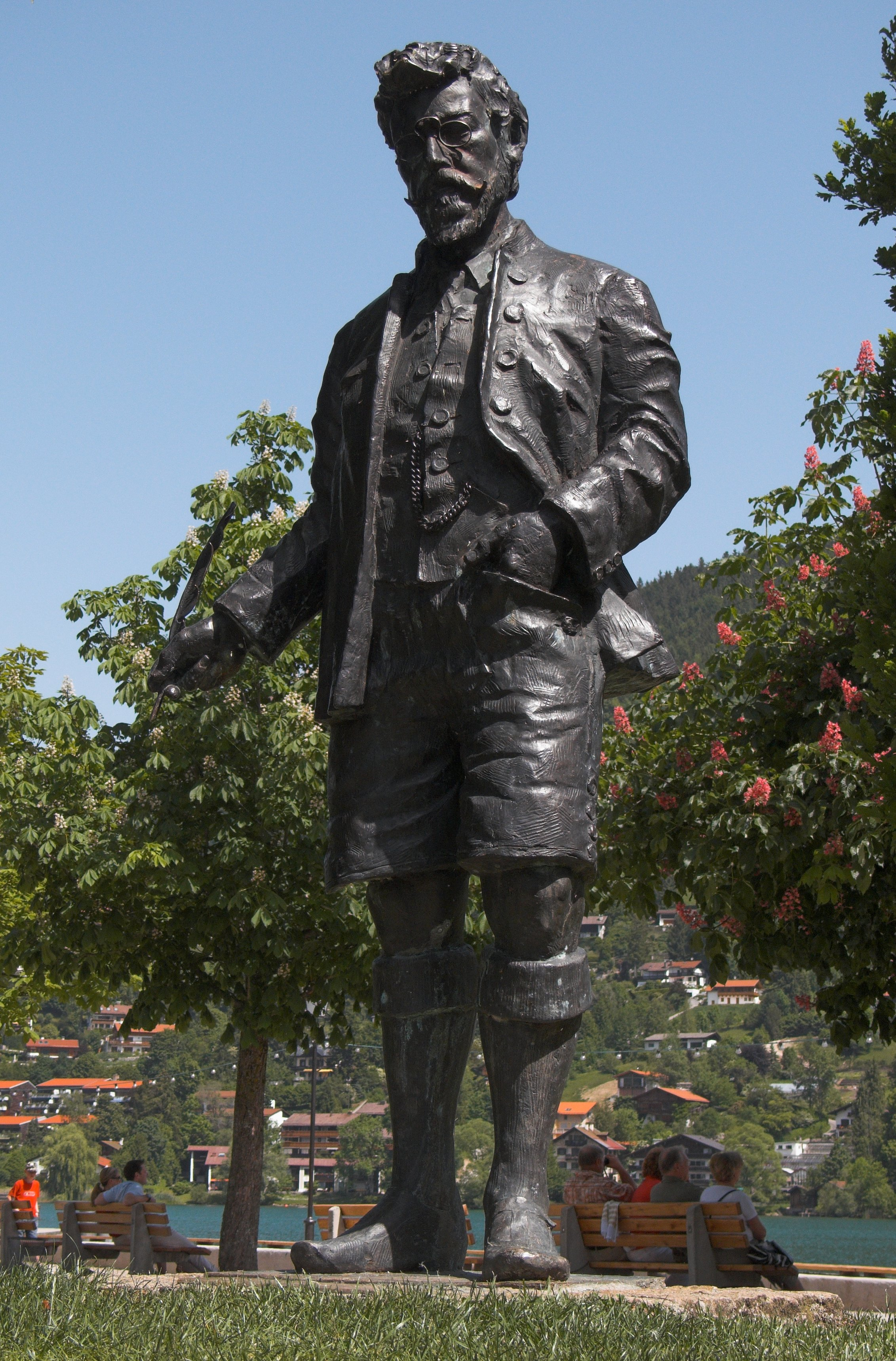

Nacque a Kaufbeuren, in Svevia, il 7 giugno 1855. Diplomatosi al Liceo nel 1873, si trasferì ad Augusta, in Baviera, e poi a Monaco; nel 1875 entrò come studente d'Ingegneria meccanica nel Politecnico cittadino. In questi anni comprese che la sua vera vocazione era verso la letteratura e la filosofia, così si recò a Berlino e a Lipsia, dopo aver frequentato per un breve periodo l'Università di Monaco, per approfondire le proprie conoscenze. A Lipsia ottenne nel 1879 diversi riconoscimenti per i suoi brillanti studi filosofici e letterari.
L'anno dopo iniziò ad interessarsi anche di teatro: quindi, scrisse Der Herrgottschnitzer von Ammergau (Lo scultore di Crocifissi di Ammergau) per il Staatstheater am Gärtnerplatz di Monaco, dove era tornato dopo due anni passati a Lipsia. L'opera ebbe un inaspettato successo per diversi mesi, ma poi fu duramente criticata una volta rappresentata a Berlino; tuttavia Ganghofer aveva accresciuto notevolmente la propria fama, tanto da essere assoldato nel 1881 da un importante teatro di Vienna. Allo stesso tempo collaborava anche con il giornale Die Gartenlaube. Nel 1886 divenne editore del Wiener Tagblatt, un'importante rivista viennese, incarico che ricoprì brillantemente sino al 1891.
Dopo quell'anno si dedicò interamente alla stesura di romanzi di successo, collaborando spesso con il grande Hugo von Hofmannsthal, esponente di spicco della Rivoluzione conservatrice. Il suo periodo d'oro va dal 1915 al 1917 - anni però non certo felici per Germania e Austria, protagoniste della prima guerra mondiale. Tuttavia la fortuna di Ganghofer fu proprio la guerra: scrisse un gran numero di racconti, romanzi e poesie facendo propaganda a favore della guerra totale; in particolare si ricorda un romanzo-rapporto intitolato Reise zur deutschen Front (Viaggio per le frontiere tedesche).
La sua fama crebbe talmente tanto che ebbe la possibilità di conoscere e diventare amico dell'imperatore del Reich Guglielmo II, ultimo re di Prussia; ma così legò troppo la propria figura alla guerra che sconvolse la Germania. Nel 1918 il Kaiser fu detronizzato, nazionalismo e comunismo si diffusero assieme alla gravissima crisi economica ed il Trattato di Versailles ferì profondamente i tedeschi, creando le basi dell'avvento del Nazismo.
Finita la Grande Guerra, si dedicò soprattutto alla sua attività di scrittore; il suo ultimo lavoro fu Das Land der Bayern in Farbenphotographie (La Baviera in colorate fotografie), dedicato a Ludovico III di Baviera. Si spense nel 1920 a Tegernsee, in Baviera.
Molti dei lavori di Ganghofer, sin dagli anni dieci, vennero adattati per il cinema.

## Opere
- Der Herrgottschnitzer von Ammergau (1880)
- Der Jäger von Fall (1883)
- Die Sünden der Väter (1886)
- Edelweißkönig (1886)
- Der Unfried (1888)
- Der Klosterjäger] (1892)
- Die Martinsklause (1894)
- Die Fackeljungfrau (1894)
- Schloß Hubertus (1895)
- Die Bacchantin (1897)
- Das Schweigen im Walde (1899)
- Das Gotteslehen (1899)
- Der Dorfapostel (1900)
- Das neue Wesen (1902)
- Der Hohe Schein (1904)
- Der Besondere, racconti (1904)
- Gewitter im Mai, novelle (1904)
- Der Mann im Salz (1906)
- Damian Zagg, racconti e novelle (1906)
- Waldrausch (1907)
- Lebenslauf eines Optimisten, autobiografia (1909-1911)
- Der Ochsenkrieg (1914)
- Die Trutze von Trutzberg (1915)
- Reise zur deutschen Front (1915)
- Das große Jagen (1918)
- Der laufende Berg (1920)

### Pubblicati postumi
- Hochlandzauber, racconti e novelle (1931)
- Bergheimat, racconti e novelle (1933)
- Die Fuhrmännin (1942)

## Filmografia
- Die Hochzeit von Valeni, regia di Adolf Gärtner (1912)
- Der Jäger von Fall, regia di Ludwig Beck (1918)
- Gewitter im Mai, regia di Ludwig Beck (1919)
- Der Jäger von Fall, regia di Franz Seitz (1926)
- Der Jäger von Fall, regia di Hans Deppe (1936)
- Das Schweigen im Walde, regia di Hans Deppe (1937)
- Gewitter im Mai, regia di Hans Deppe (1938)
- Der laufende Berg, regia di Hans Deppe (1941)

- Der Jäger von Fall (1956)
- Der Jäger von Fall (1974)
- Gewitter im Mai (film tv), regia di Xaver Schwarzenberger (1987)